# 365 هـ
365 هـ هي سنة في التقويم الهجري امتدت مقابلةً في التقويم الميلادي بين سنتي 975 و976.

## وفيات
- أبو أحمد بن عدي الجرجاني
- أبو بكر القفال الشاشي
- ابن أبي الأشعث
- أبو الحسن الحراني
- ثابت بن سنان
- علي بن محمد الإيادي - شاعر مغربي.